# ヴィストニダ湖

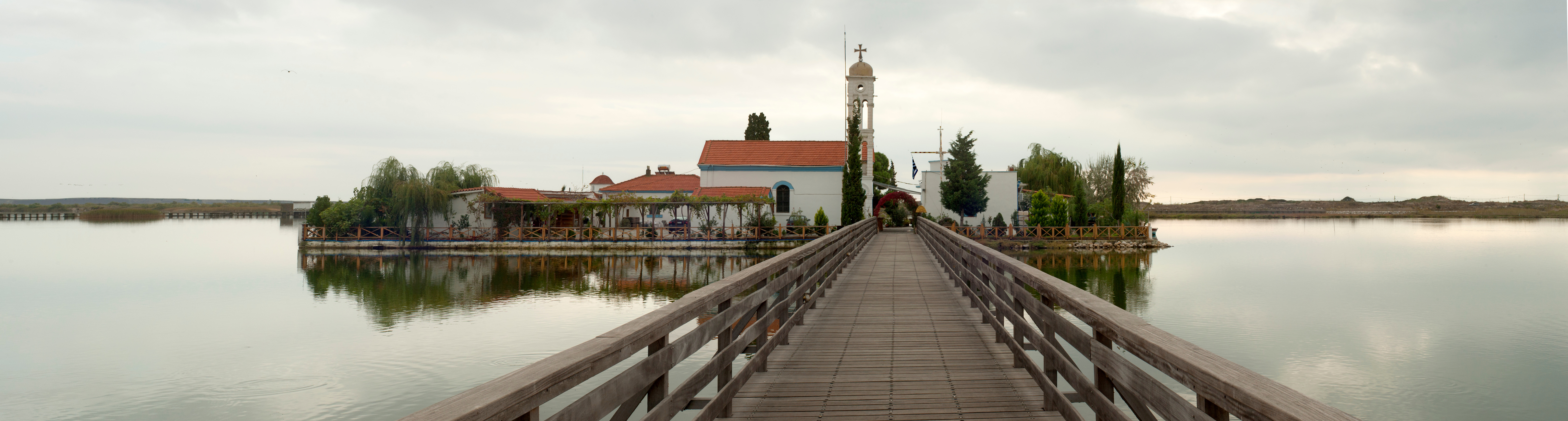
ヴィストニダ湖の島にある、アトス山：ヴァトペディ修道院のメトヒ

ヴィストニダ湖（ヴィストニダこ、ギリシア語: Λίμνη Βιστωνίδα、旧表記: Βιστωνίς、ブルガリア語: Лагос, Буругьол）は、ギリシャ、クサンティ県内のラゴス村にある湖。ギリシャ神話で知られる。 
ヴィストニダ湖は独特の生態系を有している。気候は中部地中海（mid-Mediterranean）に分類される。多様な動物相（幾つかの種類の魚類、両生類、爬虫類、哺乳類、鳥類）、および植物相がみられる。
周辺の沿海部にはラグーンが多く、塩性湿地、干潟、ヨシ原と低木林も見られる。一帯はニシハイイロペリカン、モモイロペリカンなどの水鳥の越冬地で、1975年にラムサール条約に登録され、1996年に登録範囲は拡大された。